# 西北風號驅逐艦
西北風號驅逐艦（義大利語：Maestrale）是1930年代初義大利皇家海軍四艘西北風級驅逐艦的首舰。該艦于1931年9月動工建造、1934年4月下水，並于同年9月开始服役。1939年參與第二次世界大戰，1943年9月9日遭破壞沉沒。